# Аліготе (вино)
Аліготе́ — столове біле марочне вино із винограду Аліготе, що вирощується в Центральній сільськогосподарській зоні Молдови.
Колір вина від світло-солом'яного до золотистого. Букет тонкий, сортовий. Кондиції: спирт 10—13% об., кислотність 6—7 г/дм³.
Для виробництва вина виноград збирають при цукристості 17—19%, переробляють білим способом. При необхідності проводять яблучно-молочне бродіння молодих виноматеріалів. Витримують 2 роки. На першому році витримки проводять два відкритих переливання, на другому — одне закрите.
Станом на 1986 рік вино удостоєне 10 срібних і 2 бронзових медалей.